# 维尔特鲁德·乌泽尔曼
维尔特鲁德·乌泽尔曼（德語：Wiltrud Urselmann，1942年5月12日—），德国女子游泳运动员。她曾代表德国联队参加1960年和1964年夏季奥林匹克运动会游泳比赛，其中1960年奥运会获得一枚银牌。